# Georg Stephan Bricka
Georg Stephan Bricka (geboren am 5. Oktober 1842 in Kopenhagen; gestorben am 30. Dezember 1901 in Nyhuse bei Hillerød, Frederiksborg) war ein dänischer Musikhistoriker, der von 1873 bis 1901 Lehrer für Latein, Deutsch und Geschichte war.

## Leben
Brickas war ein Sohn des Armeearztes Frederik Vilhelm Theodor Bricka (17. März 1809–1879) und dessen Frau Marie Dorothea (geborene Ripperger gestorben am 2. März 1847). Er hatte einen jüngeren Bruder Carl Frederik Bricka, der ebenfalls Historiker wurde. Da dir Mutter früh verstorben war, heiratete der Vater 1855 Cecilia Ammentorp (1814–1897, eine Tochter des Majors P. H. Achen). Er besuchte zunächst ab 1861 die Metropolitanskolen in Kopenhagen und begann im Anschluss ein Jurastudium. Nach seinem 16-monatigen Militärdienst, brach der dieses Studium ab. 1870 legte er  die philologisch-historische Amtsprüfung ab. Er wurde 1873 als Lehrer an die Gelehrtenschule Frederiksborg berufen. 1876 wurde er dort Assistenzprofessor und 1891 Leiter der Einrichtung. Seit seiner Kindheit interessierte er sich für Musik und war Mitglied des Vorstands der Cæcilieforeningen in Kopenhagen. Er verfasste mehrere Artikel über Komponisten und Musiker für das Biografische Lexikon. Bricka erwarb ein Haus in Nyhuse, Frederiksborg, in dem er bis zu seinem Tod lebte.
Bricka wirkte zudem fast zehn Jahre lang als Vorsitzender des Gemeinderats der Schlossgemeinde Frederiksborg und interessierte sich für die Hühnerzucht, zu der er seine Erkenntnisse veröffentlichte. Er gab von 1879 bis 1901 die Tidsskrift for Fjerkræavl (Zeitschrift für Geflügelzucht) heraus und verfasste unter anderem Artikel zu diesem Thema in der Ugeskrift for Landmænd.
Bricka heiratete am 21. Mai 1874 Christiane (geborene Bolwig, 13. Mai 1856–24. Januar 1942), eine Tochter von Johan Christopher Bolwig. (1819–1892) und dessen Frau Georgine Nicoline (geborene Achen, 1819–1877), einer Schwester seiner Stiefmutter.
Für ihn wurde in Frederiksborg Kirkegaard ein Denkmal errichtet.

## Schriften (Auswahl)
- Illustreret Haandbog i Fjerkræavl. Schultz, Kopenhagen 1884.
- Regler for Hønsegaarden. En praktisk Vejledning for Fjerkræavlere. 1885.
- Regeln für den Geflügelhof. Praktische Anleitung für jeden Geflügelzüchter.  Karl Biernatzki, Kiel 1885 (Aus dem Dänischen übertragen von Cl. Andresen).
- Nordens historia i fragmentarisk fremstilling. 3. Auflage 1889.
- Verdenshistorien i fragmentarisk Fremstilling. 7. Auflage, 1903.